# Poncho Sanchez
Idelfonso Pablo Sánchez, meglio noto come Poncho Sánchez (Laredo, 30 ottobre 1951), è un musicista messicano con cittadinanza statunitense, attivo soprattutto come percussionista.

## Carriera
Attivo come musicista jazz, latin jazz, compositore e cantante di salsa, ha vinto il Grammy Award ("miglio album latin jazz") grazie all'album Latin Soul.
È conosciuto in particolare come conguero, ossia suonatore di conga.
Ha collaborato con Cal Tjader, Mongo Santamaría, Hugh Masekela, Clare Fischer, Tower of Power e altri artisti.

## Discografia
- Salsa Picante - 1980
- Straight Ahead - 1980
- Clare Fischer & Salsa Picante Present "2 + 2" - 1981
- Machaca - 1981
- Sonando - 1982
- Baila Mi Gente: Salsa! - 1982
- Bien Sabroso - 1983
- El Conguero - 1985
- Papa Gato - 1986
- Gaviota - 1986
- Fuerte - 1987
- La Familia - 1988
- Chile Con Soul - 1989
- A Night At Kimball's East - 1990
- Bailar - 1990
- Cambios - 1990
- El Mejor - 1992
- Para Todos - 1993
- Soul Sauce - 1995
- Conga Blue - 1995
- Freedom Sound - 1997
- Afro-Cuban Fantasy - 1998
- Latin Soul - 1999
- Poncho Sanchez - The Concord Jazz Heritage Series - 2000
- Soul of the Conga - 2000
- Latin Spirits - 2001
- Ultimate Latin Dance Party - 2002
- Instant Party: Poncho Sanchez - 2004
- Poncho at Montreux - 2004
- Out of Sight! - 2004
- Do It! - 2005
- Raise Your Hand - 2007
- Psychedelic Blues - 2009
- Chano Y Dizzy! - 2011
- Live in Hollywood - 2012